# 巨蛇座R
巨蛇座R是在赤道星座巨蛇座的一顆蒭藁型變星。它的視星等在5.16和14.4等之間變化，光譜類型在M5e至M8e變動，週期為356.41日。卡爾·路德維希·哈丁在1826年發現這顆恆星是顆變星。